# Grayson Capps
Grayson Capps, född 17 april 1967 i Opelika i Alabama, är en amerikansk musiker. Capps musik rör sig primärt inom americana- och bluesgenrena och han har beskrivits som New Orleans svar på Tom Waits. Efter att ha spelat i olika band valde Capps att satsa på en solokarriär och 2005 utgavs  debutalbumet If You Knew My Mind. Capps medverkade även i filmen A Love Song for Bobby Long, till vars soundtrack han även bidrog med låtar.

## Diskografi
Studioalbum
- 2005 – If You Knew My Mind
- 2006 – Wail & Ride
- 2007 – Stavin' Chain
- 2007 – Songbones
- 2008 – Rott 'n' Roll
- 2010 – The Lost Cause Minstrels
- 2015 – Love Songs, Mermaids and Grappa
- 2017 – Scarlett Roses

Samlingsalbum
- 2011 – Best of Grayson Capps: A Love Song for Bobby Long

Singlar
- 2006 – "New Orleans Waltz"

Övrigt
- 1999 – Stavin' Chain (album med Stavin' Chain)
- 2011 – Grayson Capps & The Lost Cause Minstrels Volume 1
- 2011 – Grayson Capps & The Lost Cause Minstrels Volume 2
- 2011 – Grayson Capps & The Lost Cause Minstrels Volume 3
- 2013 – Willie Sugarcapps (album med Willie Sugarcapps)